# Hypodiscus
Hypodiscus  es un género con 15 especies de plantas herbáceas perteneciente a la familia Restionaceae. Es originario de Sudáfrica en la Provincia del Cabo.

## Especies deHypodiscus
- Hypodiscus alboaristatus (Nees) Mast., J. Linn. Soc., Bot. 8: 255 (1865).
- Hypodiscus alternans Pillans, Trans. Roy. Soc. South Africa 29: 353 (1942).
- Hypodiscus argenteus (Thunb.) Mast., J. Linn. Soc., Bot. 10: 261 (1869).
- Hypodiscus aristatus (Thunb.) C.Krauss, Flora 28: 338 (1845).
- Hypodiscus laevigatus (Kunth) H.P.Linder, Bothalia 15: 489 (1985).
- Hypodiscus montanus Esterh., Bothalia 15: 489 (1985).
- Hypodiscus neesii Mast., J. Linn. Soc., Bot. 10: 260 (1869).
- Hypodiscus procurrens Esterh., Bothalia 15: 490 (1985).
- Hypodiscus rigidus Mast., Bot. Jahrb. Syst. 29(66): 18 (1900).
- Hypodiscus rugosus Mart., J. Linn. Soc., Bot. 10: 255 (1869).
- Hypodiscus squamosus Esterh., Bothalia 15: 492 (1985).
- Hypodiscus striatus (Kunth) Mast., J. Linn. Soc., Bot. 10: 258 (1869).
- Hypodiscus sulcatus Pillans, Trans. Roy. Soc. South Africa 29: 354 (1942).
- Hypodiscus synchroolepis (Steud.) Mast., J. Linn. Soc., Bot. 8: 255 (1865).
- Hypodiscus willdenowia (Nees) Mast., J. Linn. Soc., Bot. 10: 259 (1869).